# Polícia Armada do Povo
A Polícia Armada do Povo (Chinese: 人民武装警察, Abreviação: PAP), oficialmente Força de Polícia Armada do Povo Chinês (oficialmente abreviada FPAPC; chinês simplificado: 中国人民武装警察部队; Chinês tradicionalpinyin: Zhōngguó Rénmín Wǔzhuāng Jǐngchá Bùduì: 中國人民武裝警察部隊; pinyin: Zhōngguó Rénmín Wǔzhuāng Jǐngchá Bùduì), é uma força policial militar chinesa responsável pelo policiamento civil além de ações de defesa civil (combate a incêndios e resgate) na República Popular da China, bem como prover suporte ao Exército deste país em caso de guerra.
Em contraste à polícia de segurança pública, os agentes da PAP, também chamados de "Policiais Armados (武警战士)", vestem uniformes verde oliva, ao invés do uniformes azuis da Polícia Popular do Departamento de Segurança Pública  (公安机关人民警察, abreviado 公安民警) e outros ramos da Polícia do Povo  (人民警察, abreviado 民警). De 1º de janeiro de  2005 até 31 de julho de 2007, foi renomeada "Guarda Interna" (内卫) com uma insígnia de braço refletindo esta mudança; novos uniformes foram apresentados em 1º de Agosto de 2007, caregando o termo "Força de Polícia Armada da China" (中国武警).
O efetivo da PAP é estimado em até 1.5 milhão de militares, com quase a metade empregada nas unidades de segurança interna (chinês simplificado: 内卫部队; pinyin: nèiwèi bùduì). A estimativa oficial era de 600.000, em 2006.

## História

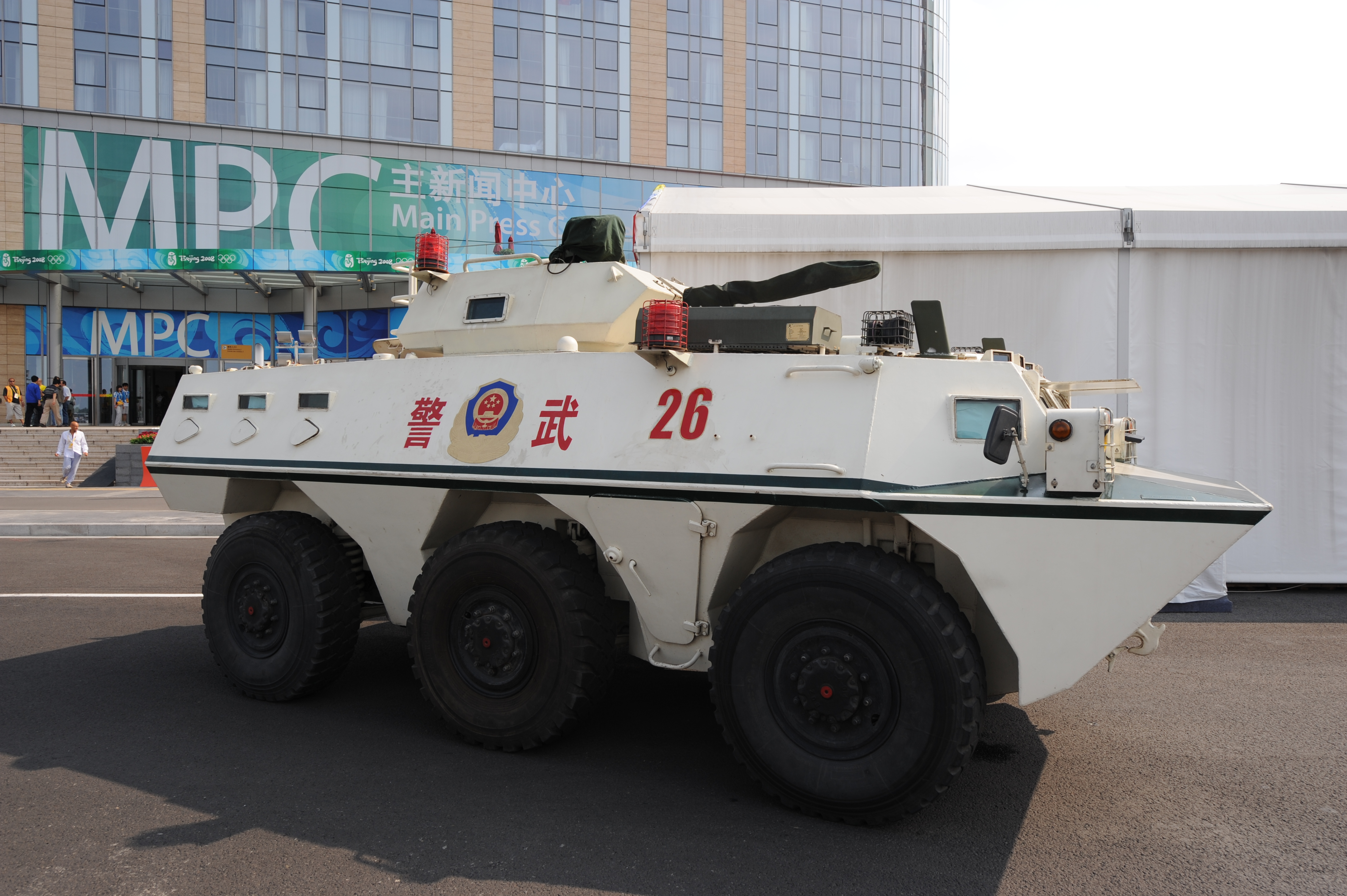
Blindado sobre rodas da PAP.

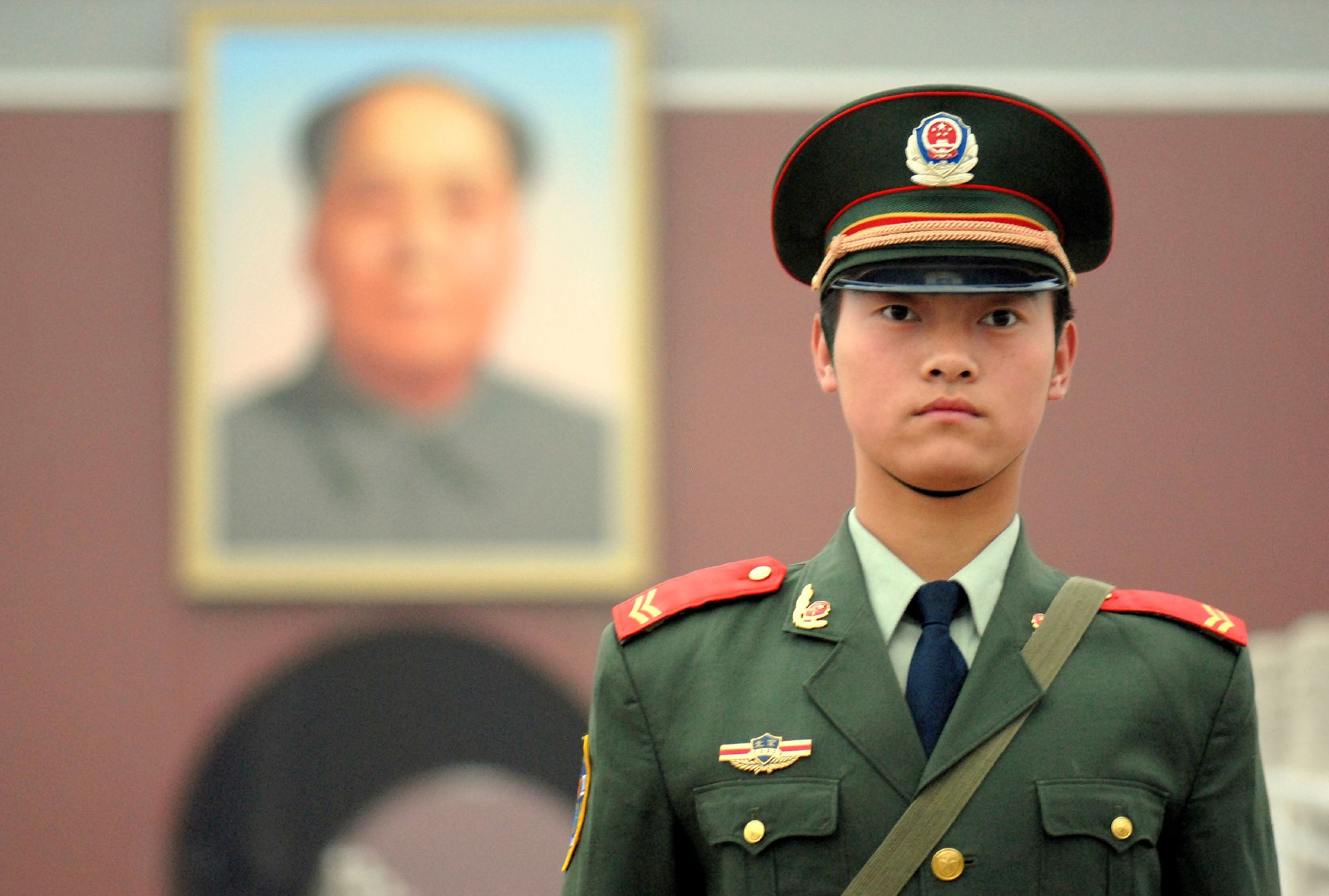
Um soldado de primeira classe, montando guarda em frente à Praça Tiananmen.

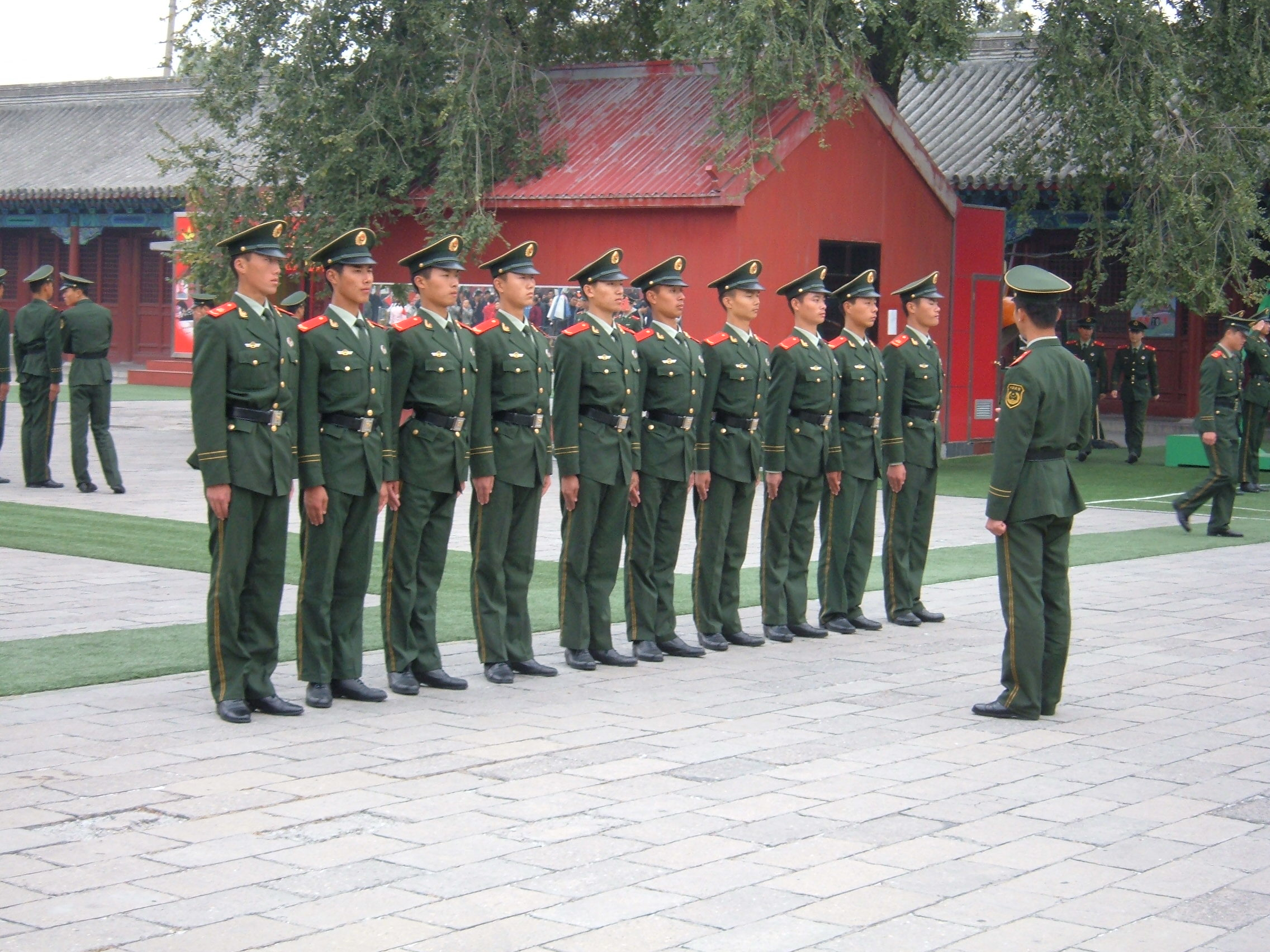
Esquadrão de soldados da Polícia Armada

A história da Polícia Armada do Povo é tão longa quando a da República Popular da China, e sua origem remonta ao Exército de Libertação Popular, o qual era responsável tanto por defender a nação de invasões estrangeiras quanto a segurança interna. Apesar de a força ter sido oficialmente estabelecida em 1982, suas unidades constituintes remontam a 1949. Após o estabelecimento da República Popular da China, ficou logo aparente que diferentes tropas eram requeridas para as mais diferentes missões, e a responsabilidade pela segurança interna foi retirada do Exército de Libertação. Como resultado, parte desse exército que exercia funções de segurança e de polícia foram transferidas para o Exército de Segurança Pública, Sob a administração do Ministério de Segurança Pública governo central. Apesar de estarem sob o Ministério da Segurança Pública, esse novo exército não eram exatamente uma polícia de segurança, pois, juntamente com o trabalho policial comum, eram empregados em tarefas militares secundárias, as quais não eram responsabilidade dos membros regulares da polícia no ministério.
Após numerosas mudanças de nome e reorganização, a PAP foi criada em 19 de junho de 1982 com a junção das unidades de controle de fronteira do ELP, unidades de segurança interna (guarda interna e o departamento de bombeiros), bem como as unidades do Ministério de Segurança Pública. O estabelecimento da Polícia Armada do Povo marca o esforço na profissionalização no aparato de segurança interna, bem como na absorção de numeroso pessoal desmobilizado do ELN, combatendo o crescente número de foragidos.
Em 1995, o Ministério da Segurança Pública foi excluído do controle das forças de segurança da PAP, que em 2009 ganhou a responsabilidade para atuar em ações de controle de distúrbio civil.

## References
1. ↑  Shambaugh, David L. (2004).
2. ↑  Guo, Xuezhi (2012). China's Security State: Philosophy, Evolution, and Politics. New York: Cambridge University Press. pp. 228–229
3. ↑  Guo, Xuezhi. China's Security State: Philosophy, Evolution, and Politics. [S.l.: s.n.] p. 229
4. ↑  Tai Ming Cheung (1996). «Guarding China's Domestic Front Line: The People's Armed Police and China's Stability». The China Quarterly. 146: 527